# Rivière Saint-François
Rivière Saint-François är ett vattendrag i Kanada.   Det ligger i provinsen Québec, i den sydöstra delen av landet, 230 km öster om huvudstaden Ottawa.

## Omgivningar
Omgivningarna runt Rivière Saint-François är en mosaik av jordbruksmark och naturlig växtlighet. Runt Rivière Saint-François är det ganska glesbefolkat, med 27 invånare per kvadratkilometer.